# Leon Goüin
Pour les autres membres de la famille, voir Famille Goüin.
Léon Goüin, né à Tours le 9 mars 1829 et mort à Paris 7e le 26 avril 1888, est un ingénieur, entrepreneur, archéologue et collectionneur français.

## Biographie

### Ses débuts
Léon Gouin est né d'un magistrat, Frédéric Goüin (1801-1869), procureur du roi à Tours, substitut du procureur général de Paris et conseiller à la Cour d'appel de Paris. Neveu du ministre Alexandre Goüin et cousin germain d'Eugène et d'Ernest Goüin, sa demi-sœur épousera l'amiral Dumas-Vence.
Le 2 mai 1864, Léon Goüin épouse, à Cagliari, Maria Teresa Guirisi, fille de Don Giovanni Guirisi et de Donna Angelica des marquis De Candia (it), et nièce de Giovanni Matteo et de Carlo de Candia. Le couple a cinq enfants : 
- Giulia, née en 1865 (pour célébrer sa naissance, son père a planté Baccu Tinghinu un eucalyptus encore existant)
- Félix, né en 1866, ingénieur des arts et manufactures, époux de Simonne Dietz (fille du publiciste Jules Dietz et nièce de l'académicien Maurice Paléologue)
- Angelica, née en 1868, mariée au colonel Luigi Musio Amat (petit-neveu du cardinal Luigi Amat di San Filippo e Sorso)
- Frédéric, né en 1871, qui deviendra ingénieur des mines et ingénieur en chef de la Société française des pyrites de Huelva, époux de Marguerite de Sarcé (fille de  Pierre Hippolyte François Marie de Sarcé et de Delphine de La Béraudière)
- Catherine, née en 1875.

Après avoir suivi sa scolarité au collège Sainte-Barbe, il est admis à l'École des mines de Paris en 1849, où il fait la connaissance notamment de Felice Giordano et Quintino Sella.
Après l'obtention de son diplôme, il participe entre 1854 et 1858, à plusieurs campagnes de recherche minérale au Guatemala, à San Salvador et au Japon. Il est également allé au Panama où il a participé à la construction du chemin de fer Panama-Colón, une œuvre inscrite dans les travaux de coupe du canal.
Il rentre en France, après plusieurs mois de recherche et d'exploration des mines en Amérique du Sud, atteint d'une maladie de poitrine.

### Activités minières en Sardaigne
En 1858, il est envoyé en Sardaigne, par la société française Compagnie des hauts-fourneaux, forges et aciéries de la Marine et des Chemins de fer (son frère est alors vice-consul de France à Savone). Il y reste trente années, dédiées au développement de l’industrie et de l'exploitation minière. Dans un État encore naissant, il se trouve avoir la charge de diriger l'exploitation et de créer l'outillage industriel, établissant des voies de transport (routes et chemins de fer), des quais d'embarquement, des exploitations de forêts ou bien une fabrication de charbon de bois. Pour son entreprise, il commence à descendre dans la partie sud-ouest de la Sardaigne (Sulcis) dans le but de trouver des gisements de minerai de fer qui devraient alimenter la ferronnerie que possédait en France tout en effectuant des recherches sur le terrain le plomb, le zinc, puis dans les années 1880, l'argent de Sarrabus-Gerrei. Il fait également construire des hauts-fourneaux.
Le 31 mars 1862, la société l'intègre en tant que membre et son représentant et directeur de toutes les mines qu’elle possédait en Sardaigne. En juin 1862, il trouve des gisements importants de magnetite et d'autres oxydes de fer à San Leone, Su Miriagu et Gutturu Sant'Antonio (Assemini). Pour ouvrir la mine, pour permettre un transport économique et facile du matériel extrait, il planifie et construit le premier chemin de fer de la Sardaigne, qui a relié la mine de San Leone à la plage de la Maddalena dans le golfe des Anges où le minerai est alors embarqué pour la France. Le chemin de fer est inauguré le 2 mai 1865.

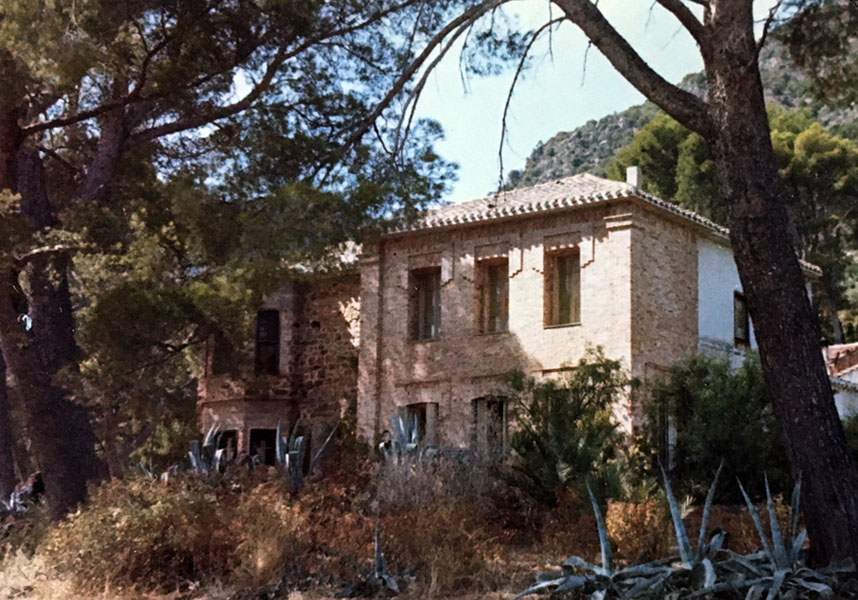
La Villa Goüin, à Baccu Tinghinu Capoterra.

Goüin se fait construire une villa à Baccu Tinghinu (Capoterra), dans le Golfe de Cagliari. Le vaste domaine est acquis par les Goüin vers 1860 alors qu'elle était adjacente à la mine de San Leone dont il était le directeur. Le domaine, en plus de la villa, comprenait une ferme et de vastes terres utilisées pour les cultures agricoles ou les forêts.
L'intérieur est meublé avec des meubles apportés directement de France et les nombreuses découvertes archéologiques trouvées lors des fouilles effectuées par Goüin, qui a également constitué une bibliothèque bien approvisionnée, qui comprenait des ouvrages de littérature, de science, d'histoire et d'autres sujets qui l'ont inspiré en plus des travaux sur l'histoire de la Sardaigne.
Dans le jardin ont été plantés des fleurs et des arbres, y compris un eucalyptus, le premier en Sardaigne et encore existant, planté par Leon Goüin le 12 mars 1865 pour célébrer la naissance de son premier-né Julia ; dans le jardin se trouve également des découvertes archéologiques, y compris une énorme étape romaine menant à la villa de Macomer et une série de kiosques punis avec lesquels un grand réservoir de collecte d'eau était embelli.
Le prestige et la considération dont jouit Léon Goüin en font le représentant naturel du « sous-comité de Cagliari pour l'Exposition universelle de Paris en 1867 » ; pour l'occasion, Gouin organise une collection de minéraux de Sardaine complétée par le livre Notice sur les mines de l'île de Sardaigne où, en plus d'une brève histoire des mines de Sardaigne depuis ses origines jusqu'en 1867, les problèmes ont été identifiés, les forces, les faiblesses et l'avenir de l'industrie minière sarde. En 1869, il devient le directeur de la mine Gennamari (it) et Ingurtosu (Arbus), considéré à l'époque, en raison de l'importance de ses champs de plomb et de zinc, l'une des mines les plus prometteuses d'Europe. En 1869, il accepte également la direction des importantes mines de plomb-zinc de Coremò et San Benedetto (Iglesias).
Il est à l'origine du projet de fondation d’une fabrique de dynamite en Italie et a entretenu une correspondance avec Alfred Nobel à ce sujet en 1870.
En 1870, il est nommé pour six mois représentant de la Società Sardo Belge et, en 1872, il devient également représentant de la maison française L. De Lamine, pour laquelle il acquiert le permis de recherche de Mieddoris (Arbus) appartenant à la société Sardo-Belge. Le 23 juin 1873, il achète celui de la mine de plomb de Bacu-Luceddu (Villasalto) et, en 1879, il ajoute à toutes ses nombreuses activités aussi celle de la mine de Rosas (Narcao).
Il est membre du Congrès géologique international.
En 1884, avec Ferraris, Cattaneo (de Monteponi) et Antico (de Cagliari), il finance la recherche de dépôts d'argent dans les permis de Perda S'Oliu (Fluminimaggiore) et de Fenugu Sibiri (Gonnosfanadiga), formant la société ‘'La Fluminese’’ ,dont le siège social est à Gênes et le capital de 625 000 lires. En 1885, il fonde la société Tacconis-Sarrabus avec siège à Gênes et capital de 2 500 000 lires pour la recherche et l'exploitation du sous-sol et de la mine de Tacconis (Burcei). La même année, il obtient les permis de recherche de Serra S'Ilixi, Bruncu Arrubiu et Nicola Secci (Sinnai et Burcei).
En 1888, il fonde la Société des mines de Riu Ollastu, dont le siège social est situé à Paris, au numéro 50 de la rue de Provence, et un capital de 2.000.000 de francs pour financer la riche culture des mines d'argent de Serra S'Ilixi (Sinnai et Burcei), de Bruncu Arrubiu (Sinnai) et de Nicola Secci (Burcei et San Vito), tous situés dans la vallée de Rio Ollastu. Les premiers résultats de ces recherches ont été surprenants car les minéralisations d'argent se sont révélées particulièrement riches, de sorte que dans l'édition de 1887 du Rivista del Servizio Minerario, la recherche par l'ingénieur Gouin a été définie comme «étudiée, active, persévérante».
Il a également consacré un certain nombre d'écrits à l'exploitation minière. En 1861, il publie l’Histoire des mines de la Sardaigne et, en 1867, Notices sur les mines de l'île de Sardaigne. Ensuite, en 1869, l'enquête importante Sulle miniere della Sardegna Osservazioni sommesse all'Onorevole Commissione d'inchiesta per l’isola, adressée à la Commission d'enquête parlementaire présidée par son ami et collègue Quintino Sella. Les observations ont été une étude importante dans laquelle Gouin fait une analyse minutieuse des principaux problèmes qui affectent le secteur minier, potentiellement en croissance, mais limité par des déficiences structurelles qui ne permettraient pas son développement. Il s'est également plaint du manque de réflexion industrielle et coopérative dans la classe dirigeante locale et a accusé le gouvernement de laisser la Sardaigne abandonnée à ses inconvénients et de ne pas traiter les conditions des routes, des chemins de fer, des canaux et de l'eau en général ; Enfin, il y blâme une bureaucratie trop envahissante et ralentissante avec des formalités inutiles la stipulation des permis et des concessions.

### Travaux et collections archéologiques
En Sardaigne, Gouin s'est également consacré à une autre activité : l'archéologie. Cette passion, consacrée au temps et au capital, lui vaut d’être admis en tant que membre à la Société d'anthropologie de Paris, en 1884.
L'activité d'excavation dans les zones archéologiques déjà connues ou inconnues a commencé immédiatement après son arrivée sur l'île et elle a été principalement touchée à la fin des années 1870, ce qui l'a amené à entreprendre de réelles campagnes d'excavation dans divers endroits de la Sardaigne. À partir de 1878, par exemple, des fouilles ont commencé à Tanca Regia (Abbasanta), propriété acquise avec Pétin, et dans le village d'Abini on a trouvé des nuraghe, des os, des armes, des "idoles" (appelés alors bronzes nuragiques), et des blancs de minéraux, y compris le cuivre. Une attention particulière a été accordée aux bronzes dont la composition a été analysée par divers laboratoires chimiques à Cagliari, à Londres et à Marseille. Gouin était également intéressé à comprendre si le cuivre utilisé pour créer du bronze avec l'étang était d'origine locale parce que cela aurait pu signifier que, dans le toulus des montagnes de la Sardaigne, il pourrait y avoir une grande quantité de cuivre qui attendait d'être découvert et exploité.
Dans cette activité d'excavation et d'étude, Gouin était en contact constant avec un certain nombre d'érudits sardes, italiens et étrangers, qui ont envoyé des croquis, des dessins et des rapports d'excavations, de découvertes, d'hypothèses, d'idées et de théories. Tout d'abord, le canonien Giovanni Spano, avec lequel il a fréquemment fréquenté des contacts et des rencontres directes dans des fouilles et des découvertes. Spano se souvient souvent de lui, compte tenu de l'intense activité d'excavation, dans ses Bulls archéologiques. Vincenzo Crespi, directeur du Musée archéologique royal de Cagliari et éminent savant de l'histoire ancienne, Ettore Pais, le surintendant du musée de Cagliari, Filippo Nissardi et d'autres savants et archéologues de toute l'Europe. Parmi ces Georges Perrot, archéologue de renommée mondiale et membre de l'Institut de France, Alphonse Baux était aussi archéologue et artiste sardin, avec lequel Gouin a également écrit un livre, le naturaliste Arturo Issel, éminent érudit, professeur de géologie à l'Université de Gênes et le directeur du Musée préhistorique de Rome, Luigi Pigorini. En 1887, il a également contacté Alfred Louis Delattre, directeur du Musée archéologique de Carthage, qui s'est adressé à Gouin pour lui demander des conseils sur l'ouverture du musée archéologique de Carthage, compte tenu de sa grande expérience Gouin sur l'art punique-carthaginois.
En 1884, avec Baux, il publie le livre Essai sur les nuragues et les bronzes de Sardaigne, dans lequel les deux auteurs cherchent à éclaircir l'origine et le développement de la civilisation nuragique, dont une civilisation à cette époque il ne connaissait absolument rien. Dans leur travail, les deux auteurs arrivent à la conclusion que la civilisation nuragique a été fondée par des peuples de l'Est qui, après avoir colonisé l'Europe et l'Afrique, ont atteint la Sardaigne pendant la civilisation du bronze ; cette théorie exclut naturellement toute origine indigène de la civilisation sarde.
La nature et l'utilisation des nuraghs étaient évidentes, compte tenu de leur concentration uniquement dans certaines zones et leur présence suivait une ligne du nord au sud, tout cela signifiait que les nuraghs seraient construits par des personnes envahissantes venant de l'ouest, afin de se défendre contre les populations déjà présentes à Barbagia. Ces envahisseurs atterrissaient sur la péninsule de Sinis, où ils étaient à la fois de bonnes conditions d'atterrissage et de défensive, puis se sont déplacés vers l'intérieur pour chercher des pâturages et à la recherche de frontières facilement défendables. Ceux-ci ont été trouvés le long de la ligne de Tirso à la Giara de Gesturi, Laconi, Isili, pour se terminer à la bouche de Flumendosa. À l'appui et à titre de preuve de cette thèse, il a été noté que cette démarche de démarcation coïncidait avec celle de la domination carthaginoise et romaine. Gouin note en 1884, qu’outre cette ligne, il y avait des populations ayant des caractéristiques culturelles et physiques complètement différentes de celles du reste de la population sarde.
Sur l'utilisation des nuraghs pour les deux auteurs, l'hypothèse la plus confiable était qu'ils étaient des forteresses, mais pas classiques ; plutôt qu'ils ont été aperçus en temps de paix et des abris provisoires pour la communauté en temps de guerre lorsqu'ils ont été attaqués par les personnes de l'intérieur qui se sont rendues dans les territoires habités par les nuragiques.
En ce qui concerne les bronzes nuragiques représentés, les deux auteurs croyaient qu'ils n'étaient pas des idoles, mais des ex-promesses faites dans des traités de paix ou des guerres. Ces travaux ont démontré que les peuples des Nuraghs étaient des experts en fonderie et métallurgistes et qu'ils avaient atteint une civilisation beaucoup plus avancée qu'on ne le croit à l'époque. En outre, les auteurs ont souligné que certains costumes représentaient dans les bronzes, comme l'utilisation de tresses et de chapeaux pointues pour les hommes, et comment se couvrir les têtes avec un voile pour les femmes, faisaient encore partie des costumes utilisés dans diverses régions de île en 1884.
En même temps que les fouilles et l'échange intellectuel avec d'autres savants de l'histoire de Sardaigne, Gouin a progressivement constitué une collection d'art antique sarde et d'une grande valeur historique et artistique, de sorte que, en 1861, Giovanni Spano, dans le Bullettino archeologico sarde (année VIII), a rapporté la collection Gouin comme «l'une des plus belles jamais vues auparavant». À la fin des années 1880, la collection comprenait plus de 1500 pièces: des pots, des assiettes, des statues, des bronzes, des bijoux, des ustensiles, des tiges, des urnes cintrales, appartenant à la période nuraghique, aux Romains Puniques et même aux Grecs. Les régions où Leon Gouin avait travaillé, comme Nuraghe Losa, Nuraghe Zuri (Abbasanta), Nuraghe par Abini (Teti), Barumini, Tharros, Cornus, Nora, Bithia, Carloforte, Orter Caves Santa Lucia, Arrubiu nuraghe (Orroli), Tanca Regia (Abbasanta), Isili, Torraxi, Soraxi Nioi et Forraxi Nioi (Laconi), ou ont été achetés par des habitants locales de gouin; remarquable était aussi la collection de pièces anciennes créées pendant ces années.
La collection a été rassemblée par Gouin lui-même dans sa villa de Baccu Tinghinu (Capoterra); des pots, des bronzes, des bijoux et des pièces de monnaie ont été exposés dans de grandes vitrines, tandis que les pubs punis de style romain et les tiges phéniciennes ont été utilisés pour embellir le jardin et les chars du domaine.
Après la mort de Gouin, la collection est vendue presque entièrement au Musée archéologique de Cagliari, où elle est encore exposée, alors qu'une petite partie était conservée par la famille qui en est encore propriétaire.
Leon Goüin meurt à Paris le 26 avril 1888, à l’âge de 59 ans, de complications à la suite d'une pneumonie. Il est inhumé dans le cimetière du Père-Lachaise.

## Publications
- Histoire des mines de la Sardaigne’’ - 1861
- Notices sur les mines de l'île de Sardaigne’’ - 1867
- Sulle miniere della Sardegna Osservazioni sommesse all'Onorevole Commissione d'inchiesta per l’isola’’ - 1869
- Essai sur les nuragues et les bronzes de Sardaigne’’ - 1884 (avec Alphonse Baux)
- Sur une grotte sépulcrale néolithique dite d s'Orreri près de Fluminimaggiore en Sardaigne

## Pour approfondir